# Jean-Marie Robain
Jean-Marie Robain   (Biard, 8 de desembre de 1913 - Montmorillon, 12 d'abril de 2004) fou un actor francès de cinema i televisió.

## Filmografia

### Cinema
- 1947 : Le silence de la Mer de Jean-Pierre Melville - l'oncle
- 1949 : Les Enfants terribles de Jean-Pierre Melville - el director
- 1952 : La Môme verdigris de Bernard Borderie - Willy Freen, secretari de Carlotta
- 1953 : Les Compagnes de la nuit de Ralph Habib
- 1953 : Crainquebille de Ralph Habib
- 1953 : Jeunes Mariés, de Gilles Grangier
- 1953 : Mandat d'amener Pierre Louis
- 1953 : Quand tu liras cette lettre de Jean-Pierre Melville
- 1953 : Si Versalles s'expliqués... per Sacha Guitry
- 1953 : Les Trois Mousquetaires d'André Hunebelle
- 1954 : Fantaisie d'un jour de Pierre Cardinal
- 1954 : Napoléon de Sacha Guitry : El comte d'Artois
- 1955 : L'Affaire des poisons d'Henri Decoin
- 1955 : Bob le flambeur de Jean-Pierre Melville
- 1955 : Si Paris nous était conté de Sacha Guitry
- 1956 : L'Homme à l'imperméable de Julien Duvivier - El mestre de ballet
- 1956 : Mitsou de Jacqueline Audry
- 1957 : Vive les vacances de Jean-Marc Thibault - El secretari
- 1958 : Les Motards de Jean Laviron - Un alt funcionari
- 1958 : Paris nous appartient de Jacques Rivette - De Georges
- 1967 : Les Compagnons de la marguerite, de Jean-Pierre Mocky - El noble
- 1969 : L'exèrcit de les ombres de Jean-Pierre Melville - Baró de Ferté Talloire
- 1970 : L'agent d'Yves Boisset
- 1971 : Paulina 80 de Jean-Louis Bertuccelli - M. Lanciani
- 1974 : Section spéciale de Constantin Costa-Gavras
- 1975 : The Little Below de grans conjunts de Christine Chevreuse - Bertrand Noyelle
- 1976 : L'Ordinateur des pompes funèbres Gérard Pirès
- 1980 : Un escargot dans la tête de Jean-Étienne Siry - El còmic
- 1983 : Un homme à ma taille d'Annette Carducci

### Televisió
- 1954 : Une enquête de l'inspecteur Grégoire : épisode Meurtre inutile de Roger Iglésis
- 1958 : En votre âme et conscience, épisode : Un combat singulier ou l'Affaire Beauvallon de Jean Prat
- 1958 : En votre âme et conscience, épisode : L'Affaire Verkammen de Jean Prat
- 1959 : En votre âme et conscience, épisode : L'Affaire Meyer de Jean Prat
- 1961 : Hauteclaire ou le Bonheur dans le crime (TV)
- 1963 : Les choses voient de André Pergament
- 1968 : Stéphane Mallarmé, une émission d'Éric Rohmer
- 1971 : Les Nouvelles Aventures de Vidocq, épisode La Caisse de fer de Marcel Bluwal
- 1973 in Arsène Lupin "Le Mystère de Gesvres"
- 1973 : Joseph Balsamo, feuilleton télévisé d'André Hunebelle
- 1973 : Les Mohicans de Paris (d'Alexandre Dumas), feuilleton télévisé de Gilles Grangier : le comte
- 1973 : Molière pour rire et pour pleurer de Marcel Camus, (Feuilleton TV)
- 1974 : Une affaire à suivre d'Alain Boudet
- 1974 : Madame Bovary, de Pierre Cardinal (téléfilm)
- 1974 : Malaventure ép. « Dans l'intérêt des familles » de Joseph Drimal
- 1975 : Salvator et les Mohicans de Paris (d'Alexandre Dumas), feuilleton télévisé de Bernard Borderie : le comte
- 1975 : Les Compagnons d'Eleusis de Claude Grinberg
- 1978 : Les Jeunes Filles de Lazare Iglesis, Louis, le valet de Pierre Costals